# Сивков, Юрий Сергеевич
Сивков Юрий Сергеевич (14 декабря 1953 года, г. Архангельск, СССР — 14 октября 2007 года, д. Залохотье, Приморский район, Архангельская обл., РФ) — российский политический деятель. Член Совета Федерации Федерального собрания РФ (декабрь 2001 — октябрь 2007).

## Биография
Родился в Архангельске 14 декабря 1953 года. С 1960 года жил в Северодвинске. Высшее образование по специальности инженер-промтеплоэнергетик получил в Архангельском лесотехническом институте им. В.В. Куйбышева в 1976 году. В том же году начал работать на Северном машиностроительном предприятии. Прошёл путь от помощника мастера до начальника цеха. В 1992 году закончил «Севмашвтуз» по специальности менеджер.  
12 декабря 1993 года избрался депутатом Архангельского областного Собрания депутатов. В декабре 2001 года вошел в состав Совета Федерации РФ, где представлял законодательный  орган государственной власти Архангельской области. До января 2002 года входил в Комитет Совфеда по бюджету, налоговой политике, финансовому, валютному и таможенному регулированию, банковской деятельности.  С января 2002 года был членом Комитета СФ по делам Севера и малочисленных народов членом Комитета СФ по делам Севера и малочисленных народов, в марте 2003-го стал заместителем председателя этого комитета. Также работал в комиссиях Совфеда по естественным монополиям и по национальной морской политике. В 2005 году Архангельское областное Собрание депутатов продлило его полномочия в СФ.      
В 2006 году — награжден медалью ордена «За заслуги перед Отечеством» II степени.     
14 октября 2007 года трагически погиб на рыбалке.     